# Valhelhas
Valhelhas é uma povoação portuguesa sede da Freguesia de Valhelhas do Município da Guarda, freguesia com 15,66 km² de área e 303 habitantes (censo de 2021), e, por isso, uma densidade populacional de 19,3 hab./km².
A esta freguesia pertence ainda o lugar da Quinta do Brejo.
Valhelhas pertence à rede de Aldeias de Montanha.

## História
Foi vila e sede de concelho entre 1187 e 1855. Tinha, em 1801, 1374 habitantes e 51 km². Tinha então três freguesias: Gonçalo, Valhelhas e Vale de Amoreira. Em 1849, tinha 4802 habitantes e 130 km². Nessa época tinha, para além das antigas freguesias, as freguesias de Famalicão, Aldeia do Souto, Sarzedo, Aldeia do Mato e Verdelhos.

## Toponímia
O topónimo «Valhelhas» teve origem nos vocábulos do português antigo *valhelha ou *vallelha (que nos chegaram, por via do latim vulgar, dos termos vallicula ou vallecula) ou valliculas (ou valleculas) > *oalldhas > Valhelhas, que significam «valezinho; vale pequeno».

## Demografia
Nota: Nos anos de 1890 a 1930 a freguesia de Vale de Amoreira fazia parte desta freguesia.
A população registada nos censos foi:
| Distribuição da População por Grupos Etários | Distribuição da População por Grupos Etários | Distribuição da População por Grupos Etários | Distribuição da População por Grupos Etários | Distribuição da População por Grupos Etários |
| -------------------------------------------- | -------------------------------------------- | -------------------------------------------- | -------------------------------------------- | -------------------------------------------- |
| Ano                                          | 0-14 Anos                                    | 15-24 Anos                                   | 25-64 Anos                                   | > 65 Anos                                    |
| 2001                                         | 73                                           | 72                                           | 236                                          | 128                                          |
| 2011                                         | 29                                           | 47                                           | 216                                          | 104                                          |
| 2021                                         | 23                                           | 22                                           | 167                                          | 91                                           |

## Relevância histórica
- A formação do povoado que é hoje Valhelhas é anterior à época romana, período durante o qual se chamou Vallecula.
- Povos que a ocuparam desde os tempos primitivos: lusitanos, iberos, celtas, cartagineses (574 a.C.), romanos (67), bárbaros, suevos, alanos, visigodos no século V, e muçulmanos no século VII, tendo predominado sempre o povo lusitano.
- Denominação da povoação ao longo dos tempos: Vallécula, Vallícula, Valélias (ainda no reinado de D. Sancho I) e Valhelhas.
- A povoação de Valhelhas possuiu muralha e o Castelo de Valhelhas, cuja origem remonta a uma fortificação romana, tendo sido conservado e remodelado pelos povos que se seguiram, até à sua destruição parcial originada pela artilharia francesa durante as invasões em 1810.
- Foral de Valhelhas dado por D. Sancho I em 1188 - Valélias - Valhelhas.
- Confirmação do Foral por D. Afonso II em 1217.
- Foral Novo da Vila de Valhelhas por D. Manuel I em 1514.[3]

## Património
- Ponte sobre o Rio Zêzere de origem romana[8]
- Aras romanas
- Calçada romana
- Marcos miliários romanos
- Castelo de Valhelhas
- Pelourinho de Valhelhas - 1555[9]
- Igreja Matriz de Santa Maria Maior - sagrada em 1200 da era de César - 1162 da era de Cristo.
- Capela do Divino Corpo Santo - 1503
- Capela de Santo Antão - 1577
- Casas brasonadas, nomeadamente as dos de Gouveia e de Castro Senhores de Valhelhas e as dos da Fonseca Pacheco ou da Fonseca Osório Senhores do Morgado de Valhelhas

## Pontos de interesse
- Praia Fluvial de Valhelhas - possui Bandeira Azul desde 2008.

## Personalidades ilustres
- Senhor de Valhelhas